# Férfi trambulin a 2008. évi nyári olimpiai játékokon
A 2008. évi nyári olimpiai játékokon a torna férfi trambulin versenyszámának selejtezőjét augusztus 16-án míg döntőjét augusztus 19-én rendezték.

## Eredmények
Az eredmények pontban értendők. A rövidítések jelentése a következő:
- Q: továbbjutás helyezés alapján
- R: tartalék versenyző

### Selejtező
A selejtező első nyolc helyezettje jutott a döntőbe.
| H   | Név                 | Nemzet                 | K     | Sz    | B | Össz  | Mj |
| --- | ------------------- | ---------------------- | ----- | ----- | - | ----- | -- |
| 1.  | Lu Csun-lung        | Kína (CHN)             | 31,20 | 41,20 |   | 72,40 | Q  |
| 2.  | Tung Tung           | Kína (CHN)             | 31,00 | 40,70 |   | 71,70 | Q  |
| 3.  | Dmitrij Usakov      | Oroszország (RUS)      | 30,80 | 40,70 |   | 71,50 | Q  |
| 4.  | Jurij Nyikityin     | Ukrajna (UKR)          | 30,60 | 40,10 |   | 70,70 | Q  |
| 5.  | Szotomura Tecuja    | Japán (JPN)            | 29,60 | 40,70 |   | 70,30 | Q  |
| 6.  | Alekszandr Ruszakov | Oroszország (RUS)      | 29,90 | 40,00 |   | 69,90 | Q  |
| 7.  | Jason Burnett       | Kanada (CAN)           | 28,50 | 41,20 |   | 69,70 | Q  |
| 8.  | Mikalaj Kazak       | Fehéroroszország (BLR) | 30,30 | 39,40 |   | 69,70 | Q  |
| 9.  | Uejama Jaszuhiro    | Japán (JPN)            | 29,90 | 39,30 |   | 69,20 | R  |
| 10. | Peter Jensen        | Dánia (DEN)            | 30,50 | 38,70 |   | 69,20 | R  |
| 11. | Diogo Ganchinho     | Portugália (POR)       | 29,80 | 39,30 |   | 69,10 |    |
| 12. | Grégoire Pennes     | Franciaország (FRA)    | 30,00 | 38,70 |   | 68,70 |    |
| 13. | Ben Wilden          | Ausztrália (AUS)       | 28,10 | 39,00 |   | 67,10 |    |
| 14. | Flavio Cannone      | Olaszország (ITA)      | 29,00 | 37,50 |   | 66,50 |    |
| 15. | Chris Estrada       | Egyesült Államok (USA) | 28,50 | 37,40 |   | 65,90 |    |
| 16. | Henrik Stehlik      | Németország (GER)      | 30,90 | 33,70 |   | 64,60 |    |

### Döntő
| H     | Név                 | Nemzet                 | Részeredmény | Részeredmény | Részeredmény | Részeredmény | Részeredmény | N    | B | Össz  | Mj |
| H     | Név                 | Nemzet                 | J1           | J2           | J3           | J4           | J5           | N    | B | Össz  | Mj |
| ----- | ------------------- | ---------------------- | ------------ | ------------ | ------------ | ------------ | ------------ | ---- | - | ----- | -- |
| Arany | Lu Csun-lung        | Kína (CHN)             | 8,3          | 8,2          | 8,1          | 8,3          | 8,3          | 16,2 |   | 41,00 |    |
| Ezüst | Jason Burnett       | Kanada (CAN)           | 7,9          | 8,0          | 7,9          | 8,0          | 8,1          | 16,8 |   | 40,70 |    |
| Bronz | Tung Tung           | Kína (CHN)             | 8,2          | 8,2          | 8,0          | 8,0          | 8,3          | 16,2 |   | 40,60 |    |
| 4.    | Szotomura Tecuja    | Japán (JPN)            | 8,0          | 8,1          | 8,1          | 8,0          | 8,1          | 15,6 |   | 39,80 |    |
| 5.    | Jurij Nyikityin     | Ukrajna (UKR)          | 7,8          | 7,9          | 8,0          | 7,9          | 7,8          | 16,2 |   | 39,80 |    |
| 6.    | Dmitrij Usakov      | Oroszország (RUS)      | 7,7          | 7,6          | 8,0          | 7,4          | 7,5          | 16,0 |   | 38,80 |    |
| 7.    | Alekszandr Ruszakov | Oroszország (RUS)      | 7,5          | 7,5          | 7,2          | 7,3          | 7,7          | 16,2 |   | 38,50 |    |
| 8.    | Mikalaj Kazak       | Fehéroroszország (BLR) | 7,1          | 7,2          | 7,4          | 7,6          | 7,5          | 16,0 |   | 38,10 |    |